# Sokolník
Sokolník är ett berg i Tjeckien. Det ligger i den norra delen av landet, 110 km nordost om huvudstaden Prag. Toppen på Sokolník är 1 384 meter över havet. Sokolník ingår i Zlaté návrší.
Terrängen runt Sokolník är huvudsakligen kuperad. Runt Sokolník är det glesbefolkat, med 14 invånare per kvadratkilometer. Närmaste större samhälle är Vrchlabí, 17,8 km söder om Sokolník. I omgivningarna runt Sokolník växer i huvudsak blandskog.